# Parapnyxia vermiformis
Parapnyxia vermiformis är en tvåvingeart som beskrevs av Werner Mohrig och Boris Mamaev 1970. Parapnyxia vermiformis ingår i släktet Parapnyxia och familjen sorgmyggor.
Artens utbredningsområde är Turkmenistan. Inga underarter finns listade i Catalogue of Life.